# Mazures
Os mazures são membros de um grupo étnico polonês nas voivodias da Masóvia e Warmia-Masúria na Polônia. Os mazures da Mazóvia são majoritariamente católicos romanos enquanto os mazures da região da Masúria da antiga Prússia Oriental são majoritariamente protestantes luteranos.